# Xã Spring Creek West, Quận Dent, Missouri
Xã Spring Creek West (tiếng Anh: Spring Creek West Township) là một xã thuộc quận Dent, tiểu bang Missouri, Hoa Kỳ. Năm 2010, dân số của xã này là 4.157 người.